# Куда исчез Фоменко?
«Куда исчез Фоменко?» — советский художественный фильм 1981 года режиссёра Вадима Гаузнера, телефильм.
Премьера на ЦТ ТВ 21 августа 1982.

## Сюжет
Дмитрий Фоменко, инженер аэродромной службы авиаремонтного завода, незаменимый на производстве работник, отличный семьянин и любитель лошадей, внезапно исчез. Он не был ночью дома, а утром отметился на работе (на проходной оставлен пропуск, и его видели несколько человек), но его не могут найти. Обратившись во все места, где он мог бы быть, в том числе и на производство, жена Алина (Лия Ахеджакова), по совету подруги, обращается к знакомому следователю (Армен Джигарханян). Тот рекомендует ей написать заявление о пропаже человека, а сам приступает к расследованию, опрашивая сослуживцев и родственников пропавшего.
На работе по указанию начальника цеха Манечкина (Ролан Быков) обыскивают все производственные помещения, где мог бы находиться Фоменко, и даже прилежащий к заводу пруд. Его не могут найти в течение 9 дней, за это время отец Алины (Сергей Филиппов) даже успевает найти ей нового жениха. Как выясняется, Фоменко до смерти надоели  все: равнодушные сослуживцы, кудахтающая жена и дочь, беспричинно накричавшая на него (переходный возраст), бестолковые приятели. Герой решил заняться, наконец, любимой верховой ездой и, ничего никому не сказав, уехал на горную спортивную базу. Когда на производстве и дома поняли, что Фоменко сбежал от жизни и надоевших обстоятельств, то семья и дружный товарищеский коллектив, осознав недостатки и согласовав действия двух сторон, приходят на помощь друг другу. Милиция же пытается разыскать его в горах, используя для этой цели вертолёт.

## Съёмки
Фильм был снят в Крыму, много сцен было снято в помещении гостиницы «Москва» в Симферополе. Несколько сцен были сняты в горах в Бахчисарайском районе.

## Оценки
Ролан Быков в своём дневнике оставил о съёмках фильма ряд противоречивых записей: выразив сомнения в режиссёрской трактовке сценария и в правильности подбора актёров, он критически оценил и свою работу: «Опыт органического проживания кадра заставлял меня упрощать рисунок и обеднять замысел». По мнению Натана Эйдельмана, фильм получился острым, но ему «мешает фарсовость Ролана Быкова».

## В ролях
- Аристарх Ливанов — Фоменко (в титрах не значится)
- Лия Ахеджакова — Алина, жена Фоменко
- Армен Джигарханян — старший следователь (в финальной сцене с вертолетом Джигарханяна озвучивает Игорь Ефимов)
- Ролан Быков — начальник цеха
- Виктор Павлов — руководитель группы
- Евгения Ханаева — мать Фоменко
- Сергей Филиппов — отец Алины
- Елена Санаева — подруга Алины
- Нина Усатова — портниха (озвучивание: Н. Русланова)
- Сергей Яковлев — Ружьев, сослуживец Фоменко
- Александр Анисимов — сослуживец Фоменко
- Андрей Краско — сослуживец Фоменко
- Лилиан Малкина — Коробкина, сослуживица Фоменко
- Нина Тер-Осипян — баба Лина, гадалка
- Александр Болонин — капитан милиции

## Съёмочная группа
- Автор сценария: Семён Злотников
- Режиссёр: Вадим Гаузнер
- Оператор: Генрих Маранджян
- Художник: Марксэн Гаухман-Свердлов
- Композитор: Виктор Кисин